# Bitwa pod Krasnobrodem (1672)
Bitwa pod Krasnobrodem miała miejsce 5–6 października 1672 podczas wyprawy Sobieskiego na czambuły tatarskie w ramach wojny polsko-tureckiej (1672–1676).
Znajdujący się 5 października w Krasnymstawie hetman wielki koronny Jan Sobieski po odesłaniu taboru do miejscowości Krupa ruszył w stronę Zamościa, gdzie znajdował się Michał Chanenko z 2 tysiącami żołnierzy. Po drodze Sobieski rozsyłał szeroko podjazdy, które pobiły kilka luźnych grup tatarskich. Wkrótce jednak posłany przodem do Zamościa goniec przyniósł wieść o tym, że Chanenko wyprawił się do województwa bełskiego. Jednocześnie przybył jeden z podjazdów, którym dowodził kozak zaporoski Zawisza z wieścią o czambule tatarskim stojącym w okolicach Krasnobrodu. Stojący wtedy w Sitańcu Sobieski, nie zważając na silny deszcz i błoto, ruszył natychmiast o północy w kierunku Krasnobrodu.
Po drodze posłał na Turobin i Zwierzyniec chorągiew pancerną pod wodzą porucznika Pruszkowskiego. Podjazd ten pobił kilka grup tatarskich, dowiadując się przy tym o sytuacji. Hetman 6 października zdecydował, że po 52-kilometrowym marszu nie będzie wdawał się w nocną walkę i postanowił poczekać do świtu. Obawiał się, że w nocy znaczna liczba Tatarów z czambułu zdoła się wymknąć i zawiadomić pozostałe czambuły, eliminując tym samym element zaskoczenia. Po wysłaniu na podjazd swych najlepszych oficerów łącznie ze zmęczonym Pruszkowskim, z resztą sił zatrzymał się w rejonie wsi Potoczek, Adamów i Suchowola. W międzyczasie w nocy na znajdujących się w Krasnobrodzie Tatarów uderzył Chanenko, który wbrew temu co mówił, nie udał się do województwa bełskiego, lecz także ruszył na Krasnobród. Czambuł tatarski został rozpędzony bez większych strat, natomiast Kozacy Piotra Doroszenki zamknęli się w miejscowej kaplicy. Chanenko nie mógł zmusić ich do kapitulacji, więc podpalił kaplicę.
Sobieski na odgłos walki natychmiast ruszył swe siły w kierunku Krasnobrodu, gdzie przybył w ciągu pół godziny. Na miejscu nie było już jednak Chanenki, który nie chciał łączyć się z hetmanem i udał się do Zamościa. Wojskom hetmańskim pozostało już tylko wyłapywanie rozbitych grup tatarskich i zbieranie porzuconego jasyru, który w liczbie 2500 ludzi odesłany został do Zamościa.